# Ferenc il. Máthé
Ferenc il. Máthé (n. 4 mai  1927, Vârghiș) este un artist popular secui din România, cunoscut pentru operele sale de sculptură în lemn din România și străinătate.